# Back with a Heart
Back with a Heart — шестнадцатый студийный альбом австралийской певицы Оливии Ньютон-Джон, выпущенный 12 мая 1998 года на лейбле Festival Records. Альбом был записан в Нэшвилле и ознаменовал возвращение Ньютон-Джон в американский кантри-чарт после почти двадцатилетнего отсутствия.

## Список композиций
| №                   | Название                                     | Автор(ы)                                    | Длительность |
| ------------------- | -------------------------------------------- | ------------------------------------------- | ------------ |
| 1.                  | «Precious Love»                              | Оливия Ньютон-Джон, Энн Робофф              | 3:24         |
| 2.                  | «Closer to Me»                               | Джон Фаррар                                 | 4:17         |
| 3.                  | «Fight for Our Love»                         | Оливия Ньютон-Джон, Виктрия Шоу             | 3:51         |
| 4.                  | «Spinning His Wheels»                        | Оливия Ньютон-Джон, Гэри Бёрр               | 3:30         |
| 5.                  | «Under My Skin»                              | Джон Фаррар                                 | 3:32         |
| 6.                  | «Love Is a Gift»                             | Оливия Ньютон-Джон, Виктрия Шоу, Эрл Роуз   | 4:18         |
| 7.                  | «I Don’t Wanna Say Goodnight»                | Эл Андерсон, Роберт Эллис Оррэлл            | 3:59         |
| 8.                  | «Don’t Say That»                             | Оливия Ньютон-Джон, Крис Фаррен             | 5:11         |
| 9.                  | «Attention»                                  | Оливия Ньютон-Джон, Энн Робофф, Стив Сескин | 3:33         |
| 10.                 | «Back with a Heart»                          | Оливия Ньютон-Джон, Гэри Бёрр               | 2:59         |
| 11.                 | «I Honestly Love You» (при участи Бэбифейса) | Питер Аллен, Джефф Барри                    | 4:04         |
| Общая длительность: | Общая длительность:                          | Общая длительность:                         | 42:38        |

## Чарты

### Еженедельные чарты
| Чарт (1998)                        | Высшая позиция |
| ---------------------------------- | -------------- |
| Канада (RPM Country Albums/CDs)    | 14             |
| США (Billboard 200)                | 59             |
| США (Billboard Top Country Albums) | 9              |

### Годовые чарты
| Чарт (1998)                        | Позиция |
| ---------------------------------- | ------- |
| США (Billboard Top Country Albums) | 73      |